# Jean-Claude Duvalier
Jean-Claude Duvalier, přezdívaný „Bébé Doc“ nebo „Baby Doc“, (3. července 1951 – 4. října 2014) byl od roku 1971 až do svého svržení během lidového povstání v roce 1986 prezidentem Republiky Haiti. V prezidentském úřadě vystřídal svého otce Françoise Duvaliera zvaného „Papa Doc“, který na Haiti vládl až do své smrti v roce 1971. Poté, co se Bébé Doc ujal prezidentského úřadu, provedl ve vládním systému svého otce kosmetické změny a postoupil značnou část svých pravomocí svým poradcům, přestože byly i nadále zabíjeny či mučeny tisíce Haiťanů a statisíce dalších uprchly ze země. Obyvatelstvo udržovaly ve strachu paramilitární jednotky Tonton Macoutes, které stály nad zákonem.
Prezidentem se stal ve věku devatenácti let jako nejmladší hlava státu v historii (s výjimkou dědičných monarchií). Ve funkci ho potvrdilo zmanipulované hlasování, v němž bylo 2 391 916 voličů pro, jeden proti a dva se zdrželi.
Duvalier mladší vedl marnotratný život, jehož nejznámějším příkladem byla státem sponzorovaná svatba s Michèle Bennettovou v roce 1980, jež přišla daňové poplatníky podle odhadů až na tři miliony dolarů. Nevoli vzbudilo také to, že nevěsta byla rozvedená a pocházela z tradiční mulatské elity, vůči níž se duvalierovský režim původně vymezoval. Duvalier se též podílel na ilegálním obchodu s drogami, z něhož mu plynuly milionové zisky, stejně jako z ilegálního obchodu s lidskými orgány pocházejícími od povražděných obyvatel ostrova. Na Haiti přitom byla nejvyšší chudoba ze všech zemí celého amerického kontinentu. V osmdesátých letech se stalo vážným problémem také šíření nemoci AIDS, které zemi mj. připravilo o příjmy z turistického ruchu.
Po Duvalierově nástupu do prezidentského úřadu se zlepšily vztahy Haiti se Spojenými státy. V době, kdy byl prezidentem USA Jimmy Carter, došlo však k jejich opětovnému zhoršení. Obrat k lepšímu nastal zase až za prezidentování Ronalda Reagana, k čemuž napomohl Duvalierův silný antikomunismus zděděný po otci. Za jeho vlády se podařilo do země přilákat zahraniční investory, kterým vyhovovala mimořádně nízká cena práce v zemi. Na Haiti také proudila rozsáhlá rozvojová pomoc, z níž si však prezidentova rodina ponechávala pro své potřeby až čtyři pětiny celkového objemu.
V říjnu 1985 vypukly ve městě Gonaïves rozsáhlé demonstrace proti zdražování základních potravin. Nepokoje se postupně rozšířily do celé země, Duvalier proto 7. února 1986 rezignoval na prezidentskou funkci a kvůli obavám o své bezpečí odletěl do exilu.
Jean-Claude Duvalier se na Haiti nečekaně vrátil 16. ledna 2011 po dvacetiletém vyhnanství ve Francii, do něhož se sám uvrhl. Hned následujícího dne byl haitskou policií uvězněn a obviněn ze zpronevěry.
Zemřel 4. října 2014 na srdeční selhání.